# Ulee's Gold
Ulee's Gold é um filme de drama americano de 1997 escrito e dirigido por Victor Nuñez e estrelado por Peter Fonda no papel-título.

## Sinopse
O filme mostra o drama de um apicultor que passa a criar suas duas netas, depois que seu filho é preso por homicidio. Após receber a noticia de que a nora é sequestrada, decide tomar uma decisão que pode mudar sua vida e a de sua familia.

## Elenco
- Peter Fonda
- Jessica Biel